# Adel (Van Damme)
Adel is een boekpublicatie uit 1982 van Marnix van Damme over het Belgische adelsrecht in de serie Algemene practische rechtsverhandeling.

## Geschiedenis
Marnix van Damme, eertijds assistent aan de Universiteit Gent, bracht in 1982 een juridisch standaardwerk over de Belgische adel uit. De uitgave baseert zich op eerdere standaardwerken die vanaf de instelling van het Verenigd Koninkrijk der Nederlanden tot 31 december 1981 waren verschenen alsmede aan jurisprudentie inzake het Belgische adelsrecht. De uitgave die 108 pagina's omvat, is ingedeeld in acht titels die in 265 paragrafen het historische en alsdan vigerende adelsrecht beschrijven. Na "Inleidende beschouwingen", waarin onder andere de adelsgeschiedenis vanaf de leenheerlijke tijd wordt behandeld, wordt de kern gevormd door de titels waarin de procedure tot verlening van adeldom, het bewijs ervan, de personen aan wie adeldom kan worden verleend, de overgang en verlies, usurpatie van een adellijke titel en het adellijk wapen worden behandeld.
Van Damme voorpubliceerde in 1979 in het Rechtskundig Weekblad het artikel: 'De juridische grondslagen van de nobiliteitsregeling in België' (p. 1317-1326).
Het adelsrecht heeft na 31 december 1981 veranderingen ondergaan die bijvoorbeeld behandeld worden in Het Adelsrecht en de Raad van Adel (1844-1994).

### Uitgave
De uitgave verscheen in de rechtskundige serie Algemene practische rechtsverhandeling, toen onder directie van de Leuvense hoogleraar J. Ronse en de Gentse advocaat G. Baert. De uitgever was de in Gent en Leuven gevestigde Wetenschappelijke uitgeverij E. Story-Scientia.